# 时间都去哪儿了
《时间都去哪儿了》是一首华语流行歌曲，由陈曦作词，董冬冬作曲，中国大陆男歌手王铮亮演唱。这首歌曲原为中国大陆2011年电视剧《老牛家的战争》的片尾曲，在2013年被冯小刚导演电影《私人定制》再次选为插曲。在2014年中国中央电视台春节联欢晚会上，王铮亮演唱该歌曲之后，同时收到来自官方和民间的热烈反响，并入围第二批“中国梦”主题新创作歌曲。

## 创作灵感
根据词曲作者陈曦、董冬冬夫妇的回忆，该曲是2010年承蒙电视剧《老牛家的战争》剧组的邀请而量身创作的，二人想写出一首情感上类似《常回家看看》的歌曲。词作者陈曦表示该歌曲的歌词是她在为自己母亲庆祝60岁生日之后得到感触，从而激起了“柴米油盐半辈子，转眼就只剩下满脸的皱纹了”的灵感。歌词写好后，董冬冬的谱曲过程也非常顺利，创作完成后没有经过任何后期改动，被剧组满意验收。

## 收录专辑
该歌曲由中国男歌手王铮亮首唱，并被收录在他的以下个人专辑中。
- 《爱的自选》，2011年[5]
- 《听得到的时间》，2012年[6]

该歌曲由中国女歌手姚贝娜翻唱。
该歌曲台灣男歌手張信哲翻唱，并被收录在他的以下个人专辑中。
- 《擁恆》，2017年

## 制作信息

### 国语版
- 作词：陈曦
- 作曲：董冬冬
- 编曲：董冬冬
- 制作人：董冬冬
- 弦乐演奏：中国爱乐乐团
- 录音室：董冬冬音乐工作室
- 录音师：杨鸣
- 混音室：造音录音室
- 混音师：李智伟
- 演唱人：王錚亮（2011）
- 演唱人：張信哲（2017）

### 時間都去哪兒了（粤语版，2015）
- 作词：鄭國江
- 作曲：董冬冬
- 编曲：伦永亮
- 监制：伦永亮
- 演唱：葉麗儀

## 反响与评价

### 民间评价
该歌曲在2011年作为电视剧《老牛家的战争》片尾曲亮相之后，渐渐被电视剧观众所熟悉。2013年被选为冯小刚电影《私人订制》的插曲，从而提升了一定的关注度。2014年中国中央电视台春节联欢晚会播出过后，该曲真正收到民间的广泛关注，并受到多数的好评，网友在微博等社交网络上称赞《时间都去哪儿了》这首歌是马年央视春晚中最感人的节目。

### 官方反响
- 2014年中国中央电视台春节联欢晚会上此曲被演唱之后，中央电视台的新闻联播节目中多次提及这首歌曲，甚至在2014年2月9日的节目中，歌曲配合「全家福」照片，作为节目的结束曲播放。[2]
- 中共中央总书记习近平在2014年俄罗斯索契冬奥会期间接受采访时提到了这首歌。[9]
- 2014年7月3日，韩国总统朴槿惠在青瓦台会客室举行的中韩首脑会谈中也提到了这首歌，她用汉语对习近平说“我还听说您因为工作太忙而感慨‘时间都去哪儿了’”。[10]
- 2014年12月，该歌曲入选第二批“中国梦”主题新创作歌曲。

### 元宵晚会再次演绎
2014年央视的正月十五元宵晚会上，这首歌再次在舞台上演绎，由歌手王铮亮和北京女孩「大萌子」赵萌萌合唱。其中「大萌子」和她的父亲的合影因被选为春晚节目中的背景幻灯片而被大家熟知。

## 粤语版本
2015年，粤语版本歌名为《時間都去哪兒了》，由葉麗儀演唱，並由倫永亮重新编曲、鄭國江重新填上粤语歌词，保留一句国语歌词“时间都去哪兒了”。

## 排行榜成绩
该歌曲在中国各大音乐网站的试听排行榜中的成绩如下表。
| 榜单名         | 最高名次 |
| -------------- | -------- |
| 虾米音乐榜     | 2        |
| QQ音乐试听榜   | -        |
| 百度音乐热歌榜 | 2        |
| 云音乐热歌榜   | 2        |